# Gare de Saint-Germain-en-Laye
Gare de Saint-Germain-en-Laye vasútállomás és RER állomás Franciaországban, Saint-Germain-en-Laye településen.

## Vasútvonalak
Az állomást az alábbi vasútvonalak érintik:
- Párizs-Saint-Lazare–Saint-Germain-en-Laye-vasútvonal

## Kapcsolódó állomások
A vasútállomáshoz az alábbi állomások vannak a legközelebb:
- Gare du Vésinet - Le Pecq (Gare de Marne-la-Vallée - Chessy, A RER-vonal)

## Lásd még
- Franciaország vasútállomásainak listája
- A RER állomásainak listája